# Geschützter Landschaftsbestandteil Rosengarten nördlich Eppenhauser Straße

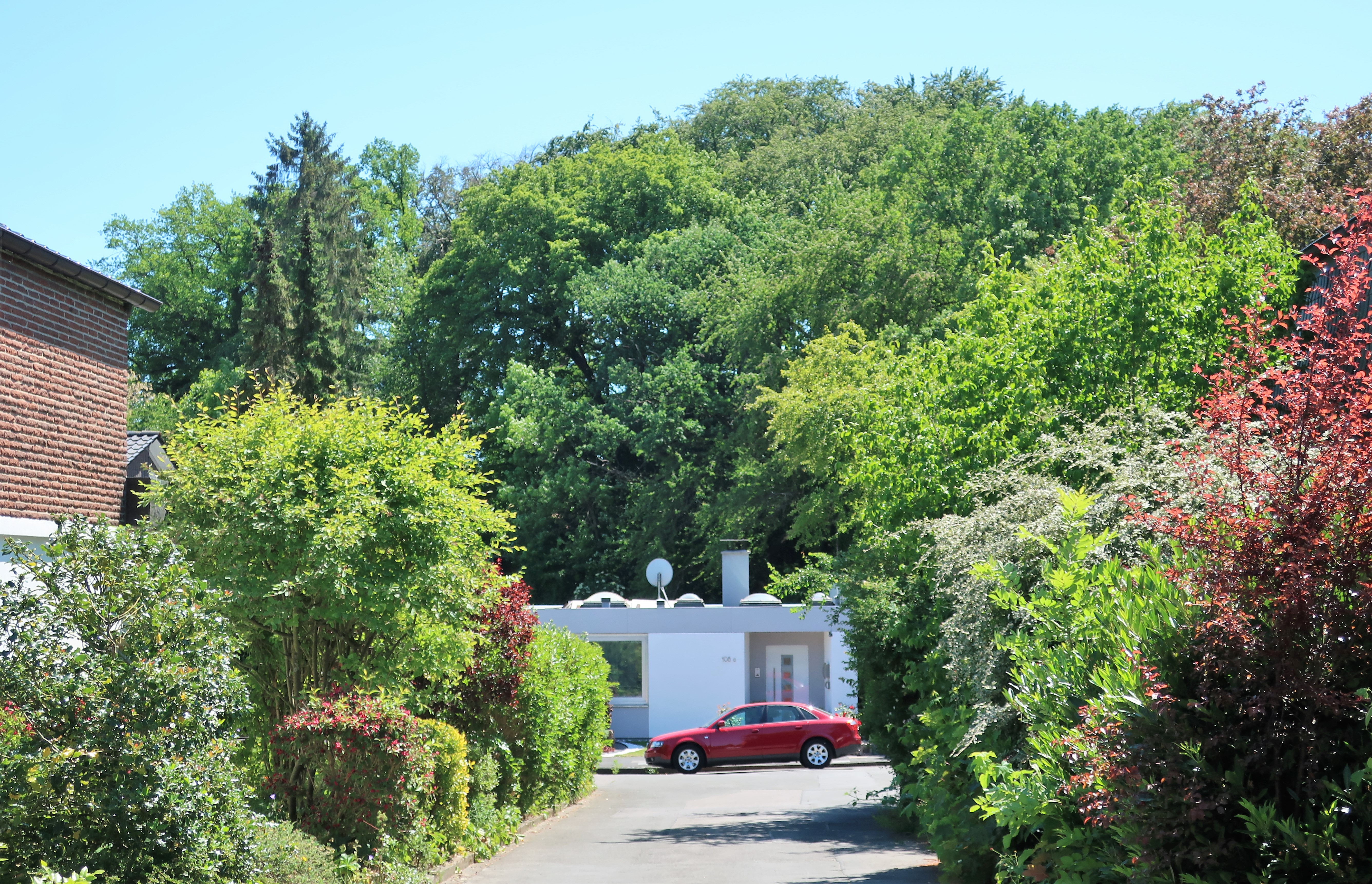
Geschützter Landschaftsbestandteil Rosengarten/nördlich Eppenhauser Straße

Der Geschützte Landschaftsbestandteil Rosengarten nördlich Eppenhauser Straße mit einer Flächengröße von 1,9 ha befindet sich auf dem Gebiet der kreisfreien Stadt Hagen in Nordrhein-Westfalen. Der geschützte Landschaftsbestandteil (LB) liegt im Hagener Stadtteil Emst. Der LB wurde 1994 mit dem Landschaftsplan der Stadt Hagen vom Stadtrat von Hagen ausgewiesen.

## Beschreibung
Beim LB handelt es sich um einen Buchenwaldrestbestand auf einer markanten Geländekuppe. Er ist von Bebauung umgeben. Nur im Westen grenzt ein Bereich mit Wald, Obstwiesen und Weiden an. Dieser Bereich ist als Landschaftsschutzgebiet (LSG) ausgewiesen worden. Dieses Gebiet wurde als Landschaftsschutzgebiet Rosengarten nördlich Eppenhauser Straße ausgewiesen. Die Jugendherberge Hagen liegt direkt am Landschaftsschutzgebiet bzw. der Bolzplatz der Jugendherberge sogar innerhalb desselben.

## Schutzzweck
Laut Landschaftsplan erfolgte die Ausweisung „zur Sicherung der Leistungsfähigkeit des Naturhaushalts durch Erhalt eines naturnahen Laubwaldes als Lebensraum insbesondere für Kleinsäuger, höhlenbrütende Vogelarten und totholzbewohnende Insekten und der charakteristischen Bodenflora bodenständiger Laubwälder im Siedlungsraum und zur Belebung und Gliederung des Orts- und Landschaftsbildes durch Sicherung naturnaher Landschaftselemente und stadtklimatischer Ausgleichsräume im Siedlungsraum“.

## Verbote und Gebote im Landschaftsbestandteil
Für den Geschützten Landschaftsbestandteil Rosengarten nördlich Eppenhauser Straße wurden spezielle Verbote und Gebote erlassen. Zusätzlich zu den Verboten für alle Geschützten Landschaftsbestandteile in Hagen ist in diesem Landschaftsbestandteil die forstwirtschaftliche Nutzung mit Ausnahme der Einzelstammentnahme verboten. Es wurde die Entfernung des Tennisplatzes im Landschaftsbestandteil als Gebot festgeschrieben.